# Antipathes fragilis
Antipathes fragilis is een Antipathariasoort uit de familie van de Antipathidae. De wetenschappelijke naam van de soort is voor het eerst geldig gepubliceerd in 1918 door Gravier.